# Ангел или демон (телесериал, Россия)
«А́нгел и́ли де́мон» — российский мистический телесериал, созданный компанией «Амедиа» по заказу канала СТС. Является адаптацией одноимённого испанского телесериала. В главной роли — Анна Андрусенко.
Премьера первого сезона телесериала состоялась в России 5 апреля 2013 года на телеканале «СТС». Премьерный показ второго сезона состоялся 4 ноября 2013 года на зарубежном кабельном канале «СТС International».

## Сюжет
Раз в сто лет на Земле рождается человек с идеально чистой душой: ангел. И в этот раз им стала обычная московская школьница Маша Аверина. По сюжету Маша встречает Киру — девушку-демона, предложившую Маше убить своих родителей, с которыми главная героиня недавно серьёзно поругалась из-за того, что родители не пустили дочь на вечеринку. Будучи очарованной Кирой, Маша лишает своих родителей жизни и, испугавшись содеянного, убегает и прячется на подземной парковке, где к ней начинают приставать незнакомые парни. От них девушку защищает загадочный человек по имени Ян. Он вручает героине волшебную книгу и спрашивает, хочет ли та всё изменить. Маша соглашается и просыпается у себя в комнате. Её родители живы, и, казалось бы, что жизнь налаживается, но теперь Маше, как ангелу, придётся помогать несчастным людям, и в этом ей поможет подаренная книга. Но опасность ещё не была так близка: за Машиной душой охотятся демоны, а во главе них стоит загадочная девочка Агнесса. А вместе с Машей в одном классе учится Дэн Яковлев — демон-обольститель, который должен соблазнить её, но девушка не догадывается об этом.

## В ролях
| Актёр, актриса       | Роль, описание |
| -------------------- | --- |
| Анна Андрусенко      | Мария (Маша) Аверина — 17 лет, ученица выпускного класса гимназии, дочь Елены и Вадима Авериных, сестра Ромы и Саши Авериных, лучшая подруга Кати. Умная, привлекательная девушка из хорошей семьи. Жизнь Маши меняется, когда в её жизни случается неожиданный поворот. Поворот мистический, но чрезвычайно крутой и от этого болезненный: Маша узнаёт, что она ангел. Её миссия — спасение человеческих душ и жизней. В 11 серии начинает встречаться с Деном, потом они расстаются, а в конце 2 сезона опять начинают встречаться. |
| Ярослав Бойко        | Вадим Аверин — муж Елены Авериной, отец Маши и Саши Авериных, художник. |
| Дарья Повереннова    | Елена Аверина — жена Вадима Аверина, мать Марии, Романа и Александра Авериных, врач-хирург. Забеременела от демона Мартина, в 40 серии родила от него ребёнка. |
| Максим Казинский     | Александр (Саша) Аверин — сын Елены и Вадима Авериных, ученик пятого класса гимназии, младший брат Марии и Романа Авериных, лучший друг Андрея Жаркова. |
| Алексей Комашко      | Ян — небесный ангел, наставник Марии Авериной. Возраст неизвестен. В прошлом, Ян встречался с Марго и они безумно любили друг друга. Тогда Марго была ангелом. Они встречались много веков, были безумно счастливы и не обращали внимания на послания Книги. Скорее всего, за это время много людских душ пострадало. Потом Ян бросил её, решив временно прекратить их отношения, чтобы вернуться к ангельской миссии. Марго сильно страдала от их разрыва, и появилась маленькая девочка-демон Агнесса, которая переманила её на сторону зла. Ян позже хотел вернуться к Марго, но когда пришёл к ней, то узнал, что за это время её любовь к нему превратилась в ненависть и она стала демоном. В конце второго сезона попадает в плен к Марго. Она запирает его в защитном поле и оставляет под охраной демонов-доберманов Киры. Позже появляется Маша. Уничтожив демонов-доберманов, девушка спасает Яна. |
| Кирилл Запорожский   | Даниил (Дэн) Яковлев — 17 лет, ученик выпускного класса гимназии, сын Олега Яковлева, младший брат Анастасии Яковлевой, одноклассник Марии Авериной, ангел с 40 серии. Падший ангел. Его задача — соблазнить Машу, сделать её таким же падшим ангелом, как и он. Но в процессе своей миссии Дэн поддается очарованию Машиной чистоты и искренности и влюбляется в неё. Далее в сериале сливается со светом и расстаётся с возлюбленной. |
| Сергей Чирков        | Феликс — 300 лет. Демон-подстрекатель, один из прислуги Агнессы. Феликс — коварный интриган и подлый шут. Он способен довести свою жертву до отчаяния, а потом с наслаждением глумиться над её положением. |
| Татьяна Федоровская  | Марго — 300 лет. Обладает яркой внешностью сексуальной интеллектуалки. С появлением Маши она решает во что бы то ни стало завладеть её душой. Убила саму себя мечом в 23 серии. В конце 26 серии вернулась из ада. |
| Анфиса Вистингаузен  | Агнесса — 600 лет. Самый сильный, жестокий и коварный демон. Её прошлое покрыто мраком. Тем сильнее она разит своих врагов и обычных людей, что скрывается всё это в обличье девочки — школьницы. Даже дерзкий на язык Феликс предпочитает держать рот на замке и почти не шутит в её присутствии. Но больше всех Агнессу боится Кира — самая молодая и неопытная демоница. Демон Агнесса любит манипулировать людьми, наверное, поэтому её любимое развлечение — нашёптывать людям в метро на ухо, чтобы они бросились под поезд или кинули кого-нибудь другого. Когда Маша становится ангелом, Агнесса все свои силы и силы своих приспешников бросает на то, чтобы очернить девушку. Она же давит и на Дэна, которому уготовано по её воле совратить Машу. Хорошо играет в шахматы и на пианино. После возвращения Марго теряет власть в лиге демонов. В конце, после её поражения, возвращает.            |
| Анастасия Стежко     | Кира — 150 лет. Демон в группе Агнессы, которой служат два добермана. Безжалостно наказывает непокорных. Низший «чин» в демонской группе Агнессы. Беспринципна и безнравственна даже для демона. |
| Анна Скиданова       | Елизавета (Лиза Туманова) — сестра-близнец Алисы Тумановой, выпускница гимназии, где учится Мария Аверина и её одноклассники, на 2 года их старше, бывшая девушка Даниила Яковлева. Лиза случайно убита Егором Нежиным в 8 серии. Алиса Туманова — сестра-близнец Елизаветы Тумановой. После отъезда заграницу не общалась с Лизой и не успела на её похороны. Встречалась с Деном. Алиса работает инструктором в спортзале. Она стремится отомстить Егору Нежину за убийство Лизы. Садится в тюрьму за то, что переехала Зою Румянцеву. 23 года. |
|                      | |
| Евгений Токарев      | Егор Нежин — гот, ученик выпускного класса гимназии, лучший друг Зои Румянцевой. Был безответно влюблён в Елизавету. Случайно убил её в 8 серии вместо Даниила Яковлева, которого ненавидел из-за ревности. Сейчас Егор находится в колонии. В тюрьме будет сидеть 10 лет. |
| Валерия Бурдужа      | Екатерина (Катя) — лучшая подруга Марии Авериной, её одноклассница, девушка Георгия Васильева. Безумно любит Гошу. Работает официанткой. |
| Артём Крылов         | Георгий (Гоша) Васильев — младший брат Антона Косарёва, парень Екатерины, её одноклассник, лучший друг Станислава. |
| Валерий Панков       | Антон Косарёв — старший брат Георгия, послушник. Сейчас Антон ушёл из монастыря и пишет книгу. |
| Пётр Рыков           | Роман (Рома) Аверин — сын Елены Авериной, единоутробный (по матери) старший брат Марии и Александра Авериных, гитарист. |
| Ася Домская          | Зоя Румянцева — готесса, ученица выпускного класса гимназии, лучшая подруга Егора Нежина. Безответно его любила и переживала, что он не обращает на неё внимания. Позже она перестала быть готессой. Потом встречалась с Георгием Васильевым, который бросил её, потому что понял, что любит только Катю. Сейчас Зоя встречается со Стасом и очень счастлива. После того, как в 36 серии её сбила машина, Зоя находится на лечении. |
| Артём Яковлев (II)   | Станислав (Стас) — сын Ирины и Виктора, лучший друг Георгия Васильева, его одноклассник. Безответно любил Машу Аверину и переживал, что она не обращает на него внимания. Потом встречался с Викой, потом — бросил её. Сейчас Стас встречается с Зоей Румянцевой. |
| Павел Делонг         | Олег Яковлев — вдовец, отец Анастасии и Даниила Яковлевых. Журналист. В 18 серии Олега посадили в тюрьму за убийство человека, подстроенное демонами, чтобы разрушить семью Яковлевых. |
| Антонина Комиссарова | Анастасия (Настя) Яковлева — дочь Олега Яковлева, старшая сестра Даниила Яковлева. Живёт в Токио, но сейчас она уехала в Лондон. |
| Марчин Руй           | Мартин — демон. Его подослали другие демоны, чтобы разрушить семью Марии Авериной. Для этого он изнасиловал Елену Аверину, которая забеременела от него и позже родила ребёнка. Мартин был убит Михаилом в 6 серии, но во втором сезоне Феликс в его облике встречается с Еленой для сохранения ребёнка. |
| Данила Якушев        | Михаил — ангел. Напарник Яна. Появляется под прикрытием врача клиники. Убил Мартина в 6 серии. Позже вместе с Яном и Машей пытался предотвратить надвигающийся Конец Света. |
| Агата Хдущевская     | Ада — ведьма. Соратница демонов. Заточила Тимура в гробнице. Убита Машей в 20 серии. Богиня луны. |
| Ефросиния Кушнир     | Вера — дочь Любови и Анатолия, соседка демонов. На ней брала шефство Агнесса. |
| Светлана Рубан       | Любовь — жена Анатолия, мать Веры, соседка демонов. |
| Анна Большова        | Алла Сергеевна — директор школы, учительница литературы. Ею манипулировали демоны. |
| Евгений Воловенко    | Константин — муж Аллы Сергеевны. |
| Максим Меркулов      | Анатолий — муж Любови, отец Веры, сосед демонов. |
| Матвей Зубалевич     | Никита Песков — новый ученик выпускного класса гимназии. Он встречался с Марией Авериной. Но из-за махинаций Дэна ему пришлось уехать. |
|                      | |

## Эпизоды
| Сезон | Сезон | Серии | Период трансляции       |
| ----- | ----- | ----- | ----------------------- |
|       | 1     | 20    | 5 апреля — 30 июня 2013 |
|       | 2     | 20    | 17 — 28 апреля 2017     |

### Сезон 1
| № серии | Премьера   | Описание серии |
| ------- | ---------- | --- |
| 1       | 05.04.2013 | Ученица выпускного класса Маша Аверина неожиданно вызывает особый интерес у сил добра и зла. Демоны Агнесса, Марго, Феликс и Кира искушают Машу совершить страшное злодеяние. В трудную минуту девушке является ангел Ян. Он рассказывает о её особом предназначении, ради которого Маша должна забыть о нормальной жизни, а ведь ей так хочется просто влюбиться. И Маша даже не подозревает, что у симпатичного ей одноклассника Дэна тоже есть тайна. |
| 2       | 05.04.2013 | Маша получает первое задание — спасти от демонов семью друга своего младшего брата. Ян просит Машу держать в секрете от всех новые способности, однако ей не удаётся контролировать свои силы. Маша отправляется на вечеринку и выясняет, что у Дэна есть девушка. Тем временем Кира решает убить Машу самостоятельно. |
| 3       | 12.04.2013 | Таинственный знак из книги приводит Машу и её друзей в дельфинарий. Именно там работает девушка Ксения, за душу которой начинается битва между силами добра и зла. Катя решает помочь Маше сблизиться с Дэном и приглашает его в дельфинарий, но Дэн приходит туда не один. Марго и Ян выясняют отношения. |
| 4       | 12.04.2013 | Маша спешит на помощь Ксении, но попадает в ловушку Феликса. Её жизнь оказывается под угрозой. Кира появляется дома у Маши и пытается похитить волшебную книгу. Чтобы помочь отцу получить работу и избежать переезда в другой город, Дэн идёт на преступление. Маша отказывается быть Ангелом и выбрасывает книгу. |
| 5       | 19.04.2013 | Дэн всеми способами старается сблизиться с Машей. Ян предрекает Маше, что без Книги демоны уничтожат всё, что ей дорого. В семье Маши начинается серьёзный разлад. Пытаясь вернуть Книгу, Маша встречает пропавшего старшего брата. |
| 6       | 19.04.2013 | Демоны вот-вот разрушат семью Маши и карьеру Елены. Саша пытается найти в себе силы противостоять Агнессе. Несмотря на сложную ситуацию, Маше удается вернуть Книгу. В тяжёлый момент она обретает нового помощника в борьбе с демонами. Ян просит Дэна отказаться от Маши. |
| 7       | 26.04.2013 | Машу преследует видение скорой гибели Дэна. Она отчаянно пытается предотвратить катастрофу. Ей никак не удаётся разгадать подсказку Книги. Демоны закатывают грандиозную вечеринку и успешно приближают трагическую развязку. Маша обещает Лизе отказаться от Дэна в обмен на одну услугу. |
| 8       | 26.04.2013 | Маша ищет способ изменить ход событий и спасти Дэна. Ян объясняет Маше, что влюблённость мешает её ангельской миссии. Маша берёт с Дэна слово, что в роковой день он не выйдет из дома. Но, несмотря на все усилия, видение Маши начинает сбываться и в гимназии раздаётся выстрел. |
| 9       | 19.05.2013 | В школе траур. Маша чувствует себя виноватой в случившейся трагедии. Ян помогает Маше сконцентрироваться на новом задании. На этот раз демоны склоняют неудачливого сотрудника бизнес-центра Алексея жестоко отомстить за своё увольнение начальнице Марьяне. Тем временем Гоша подозревает, что Маша что-то скрывает. |
| 10      | 19.05.2013 | Дэн решает уехать из города и приходит к Маше попрощаться. Маше является призрак Лизы. Гоша расследует подробности школьной трагедии и оказывается близок к тому, чтобы раскрыть Машину тайну. Маша предвидит, что Алексей снова готов совершить ужасное преступление, и спешит на помощь. Там она неожиданно сталкивается с Дэном. |
| 11      | 26.05.2013 | Маше предстоит разобраться в семейной драме предпринимателя Петра. Не без участия демонов противоречия между его детьми, Софьей и Павлом, могут перерасти в настоящую трагедию. Марго устала служить Агнессе и просит Яна об услуге. Между тем отношения Маши и Дэна стремительно развиваются. |
| 12      | 26.05.2013 | Дэну грозит исключение из гимназии. Маша пытается ему помочь, несмотря на то, что это может разрушить её отношения с лучшей подругой. Машина помощь требуется и Софье с Павлом, которые в борьбе за наследство готовы убить друг друга. А в это время демонический клан может потерять Марго навсегда. |
| 13      | 02.06.2013 | Дэн разрывается между своими чувствами к Маше и необходимостью служить демонам. Машу удивляет странное поведение Дэна. Вместе с тем Маше предстоит помешать демонам расправиться с семьёй соседей. Родители Маши получают страшное известие о старшем сыне Романе. |
| 14      | 02.06.2013 | Дэн обещает Марго погубить Машу. Агнесса внушает соседской девочке Верочке мысль избавиться от родителей. Вадим и Елена едут в морг на опознание. Кира ссорит Катю и Гошу, а Маше на этот раз приходится спасать не только семью Верочки, но и Сашу, случайно попавшего в руки демонов. |
| 15      | 09.06.2013 | Маша узнаёт, что отцу Стаса, Виктору, грозит опасность. Несмотря на предупреждение Маши, Виктор проигрывает демонам огромную сумму. Феликс угрожает Виктору расправой, если он не выплатит долг. Сестра Дэна, Настя, возвращается домой из заграницы без гроша в кармане. Маша отчаивается помочь Виктору и ссорится с Дэном, уличив его во лжи. |
| 16      | 09.06.2013 | Чтобы отдать долг, Виктор совершает подлость и разрушает свою семью. Дэн подбивает Стаса рискнуть жизнью на мотогонках, финал которых предрешён демонами. Маша отчаянно борется за души и жизни близких ей людей. Дэн сообщает Маше, что между ними всё кончено. |
| 17      | 16.06.2013 | Демоны решают наказать Дэна за любовь к Маше, уничтожив его семью. Кира знакомится с Настей и предлагает ей лёгкий способ заработать деньги на вечеринке с известными футболистами. А Марго тем временем плетёт интригу вокруг отца Дэна. Маша с Дэном вместе пытаются спасти его родных. |
| 18      | 16.06.2013 | Маша снова сближается с Дэном. Демоны продолжают манипулировать семьёй Яковлевых. Дружба с Кирой оборачивается для Насти крупными неприятностями. Попытка Олега защитить честь семьи заканчивается трагически. Дэн может потерять не только сестру, но и отца. |
| 19      | 23.06.2013 | Маша должна предотвратить несчастье в семье управляющего музыкальным магазином Ивана и его пасынка Тимура. Подруга Ивана, Ада, предлагает избавиться от Тимура с помощью колдуна Вуду. Но сначала Маше придётся спасать от колдунов свою подругу Катю. |
| 20      | 30.06.2013 | Маша выясняет, куда пропал Тимур. Чтобы вызволить парня из смертельной ловушки, Маше придётся сразиться с сильной колдуньей Адой. Маша с Дэном планируют провести ночь вместе. Марго и Агнесса убеждаются, что пророчество сбывается. |

### Сезон 2
| № серии | Премьера   | Описание серии |
| ------- | ---------- | --- |
| 1 (21)  | 17.04.2017 | После ночи с Дэном в Маше пробуждается демоническая сущность. Она игнорирует предупреждения, которые появляются в Книге. Чтобы заставить Машу совершить непоправимое зло, демоны готовят для неё ловушку на конюшне, где занимается Саша. Хозяйка конюшни Полина готова заключить с Кирой сделку, чтобы спасти своего мужа. |
| 2 (22)  | 17.04.2017 | Маша ссорится с родными и друзьями и всё больше превращается в демона. Кира вынуждает Полину заключить новую сделку и подстроить несчастный случай Саше. Маша готова мстить за Сашу и убить мужа Полины, чтобы спасти брата. Из-за Маши Ян оказывается на грани гибели.                                                     |
| 3 (23)  | 18.04.2017 | У директора гимназии Аллы давние проблемы с алкоголем, чем и решают воспользоваться демоны. Маша получает знак, что Алле требуется её помощь. Кира жаждет убить Дэна. Дэн узнаёт историю любви Яна и Марго. Ян вступает с Марго в смертельную схватку.                                                                      |
| 4 (24)  | 18.04.2017 | Дэн уверяет Машу в своей любви. Призрак Лизы пытается предупредить Машу, что Дэн опасен. Феликс доводит потерявшую семью и работу Аллу до самоубийства. Маша рискует жизнью, пытаясь спасти Аллу. А демоны тем временем хоронят Дэна.                                                                                       |
| 5 (25)  | 19.04.2017 | Рома возвращается домой, но скрывает от семьи своё прошлое. Кира толкает Рому на преступления. Дэн обретает бессмертие и возвращается к демонам. Дэн признаётся Маше, что он её враг. Между тем помощь Маши требуется Антону, который больше не в силах противостоять наваждению.                                           |
| 6 (26)  | 19.04.2017 | Маша больше не хочет видеть Дэна. Дэн в отчаянии просит демонов покончить с ним. Кира манипулирует Ромой, стремясь к тому, чтобы он убил своих родителей. Антон, заманив Катю в ловушку, берет её в заложницы. Дэн ради Маши идёт на жертву, а Маша окончательно отрекается от своей любви.                                 |
| 7 (27)  | 20.04.2017 | |
| 8 (28)  | 20.04.2017 | |
| 9 (29)  | 21.04.2017 | Леру похищает дядя, которому помогают Дэн и Феликс. Они требуют выкуп у отца Леры. Маша пытается уговорить Илью отпустить племянницу. Никита ухаживает за Машей. |
| 10 (30) | 21.04.2017 | Илья спасает жизнь Лере, а Маша узнаёт, что Никита играет в театре. |
| 11 (31) | 24.04.2017 | Маша просит Дэна оставить Никиту в покое; Никиту собираются уволить из труппы театра. |
| 12 (32) | 24.04.2017 | Родители Маши объявляют, что они решили разъехаться; Дэн соблазняет Никиту будущей славой; Никита ссорится с Машей. |
| 13 (33) | 25.04.2017 | Во время операции по захвату наркоторговцев погибает Кристина. Дэн и Феликс пытаются заставить Глеба отомстить убийце дочери, Маша старается помешать этому. Гоша сообщает Кате, что уезжает учиться в Америку. Маша рассказывает Алисе, сестре Лизы, как погибла её сестра.                                                |
| 14 (34) | 25.04.2017 | Прилетает сын Распутина, Дэн подталкивает Глеба его убить, но Маше удаётся остановить Глеба. |
| 15 (35) | 26.04.2017 | Кира, Феликс и Дэн подталкивают Алису отомстить Егору за смерть сестры. Маша пытается остановить её. Саша уходит из дома, так как понимает, что родителям он не нужен, он знакомится с Феликсом и идёт к нему ночевать. |
| 16 (36) | 26.04.2017 | Алиса отказывается от идеи убить Егора, но Кира поселяет в ней мысль о том, что в смерти Лизы виновата Зоя, бывшая девушка Егора. Алиса сбивает Зою, Маша не успевает её остановить. Зоя находится в больнице в тяжёлом состоянии, чтобы спасти подругу, Маша заключает договор с Дэном.                                    |
| 17 (37) | 27.04.2017 | Агнесса заставляет судью Потапенко вынести оправдательный приговор маньяку Климову. Маша пытается спасти душу Потапенко, но договор с демонами уже заключён. |
| 18 (38) | 27.04.2017 | Климов похищает секретаршу Потапенко. Николай делает предложение Марго. Антон увидел Николая и Марго вместе и предупреждает сестру Николая о том, что Марго — зло. Зою выписывают из больницы. |
| 19 (39) | 28.04.2017 | Марго побеждает и заточает Яна. Николай, действуя под чарами Марго, выносит из лаборатории смертельный вирус и подмешивает его своей дочери. |
| 20 (40) | 28.04.2017 | Дэн срывает планы Марго по уничтожению человечества. Потерпев неудачу, Марго становится обычным человеком. Дэн вновь становится ангелом, но теряет вечность. Маша и Дэн снова вместе. Родители Маши также воссоединяются. Марго похищает ребёнка Елены.                                                                     |

## Создание
Несмотря на то, что сериал является ремейком испанского проекта, отечественные сценаристы многое переписали:

«Мы от многого отказывались. У испанцев ангел — ну очень странный и неоднозначный тип. Он даже к героине приставал! А ещё — курит, плюётся… Удивительно, что за два сезона его не разжаловали».— Алексей Комашко, исполнитель роли ангела Яна
Съёмки сериала начались в конце 2012 года, когда уже наступила зима, поэтому было принято решение отправиться съёмочной группе на остров Мальта (Средиземное море), где можно было бы снимать натурные сцены. Примечательно, что для зимней Мальты характерны очень частые дожди, правда, кратковременные:

«Когда работаем над экшен-сценой, для нас это только плюс. Мы же мистику снимаем, а неожиданно начавшийся дождь — это дополнительный градус драматургии».— режиссёр сериала
После съёмок на Мальте съёмочная группа вернулась в Москву. В Москве съёмки стали идти в школе 1311, где, во время выходных, когда занятий в школе нет, они велись очень долго. Все кадры сериала, которые по сценарию сделаны в школе или на её территории, снимались именно там.

## Показ телесериала
Сериал вошёл в сетку вертикального программирования СТС. Первоначальный день показа — пятница — был выбран не случайно: у основных конкурентов СТС вечером в этот день идут либо юмористические передачи, либо музыкальные шоу, поэтому телеканал рассчитывал собрать аудиторию, которой эти жанры не интересны. В дальнейшем, тем не менее, показ первого сезона сериала перешёл с пятницы на воскресенье. Вертикальное программирование в итоге не оправдало себя, как это было и на Первом канале осенью 2010 года.
- Первый сезон был показан в России на канале СТС с 5 апреля по 30 июня 2013 года. 20 серий (серии 1—20).
- Второй сезон был показан на кабельном зарубежном канале СТС International c 4 ноября по 5 декабря 2013 года. 20 серий (серии 21—40).

## Музыка
- Главная музыкальная тема — саундтрек «Ангел или демон» — была написана специально для сериала группой «Слот»[7].
- В конце серии звучит песня в исполнении группы «Слот» — «Злая сказка».
- В 1-й серии первого сезона звучит песня «Pressing necessity» группы «Tony Soprano», в 7 и 8 сериях этого же сезона — песня «Ride» группы «Fanatika».
- Когда главные герои находятся на дискотеке, играет BELKA «Лей».
- В первом сезоне периодически звучат песни группы «Нервы» — «Перегорели» и «Вороны».
- Также в сериале звучат композиции Влада Жукова «When everything goes wrong», «Nothing» и Лизы Small «Небо запомнит нас».